# Lionel Rogg
Lionel Rogg (* 21. dubna 1936 v Ženevě) je švýcarský varhaník, který třikrát natočil kompletní varhanní dílo J. S. Bacha.
Studoval na ženevské konzervatoři (varhany, klavír), za nahrávku Umění fugy J. S. Bacha získal v roce „Prix de l'Académie Charles Cros“. V roce 2006 vystoupil na Mezinárodním varhanním festivalu v Praze.